# Rosopaella nigrilinea
Rosopaella nigrilinea är en insektsart som beskrevs av Webb 1983. Rosopaella nigrilinea ingår i släktet Rosopaella och familjen dvärgstritar. Inga underarter finns listade i Catalogue of Life.